# Тамилски језик
Тамилски језик (там.  [tamiḻ]) језик је народа Тамили, и један од језика Индије. Говори се у држави Тамил Наду и територији Пондишери, где има статус званичног језика. Такође је званични језик у Малезији, Шри Ланки и Сингапуру. Заједнице које говоре овим језиком постоје на Фиџију, у Индонезији, Бурми, Јужној Африци, на Маурицијусу и Реиниону, као и у Европи и Северној Америци.
Као један од 22 заказана језика по Уставу Индије, тамилски је први класификован као класични језик Индије и један је од најдуговечнијих класичних језика на свету. А. К. Рамануџан га је описао као „једини језик савремене Индије који је препознатљиво континуиран са класичном прошлошћу.” Разноликост и квалитет класичне тамилске књижевности довели су до тога да се она описује као „једна од великих класичних традиција и књижевности света”.

## Карактеристике
Тамилски језик припада породици дравидских језика. То је један од најдревнијих језика у употреби данас, практично неизмењен последњих 2500 година. Страних речи има мало, углавном из хинди језика, португалског, холандског и енглеског. Неке од речи тамилског које су ушле у ширу употребу у свету су: манго и катамаран (கட்டு மரம், кату марам „повезане греде“).
Пише се фонетским алфабетом изведеним из брами писма. У писму постоји 12 самогласника и 18 сугласника. Од њих се може направити 216 комбинација. Са још једним специјалним симболом ('ஃ' ак), укупан број карактера је 247.
Тамилски језик је аглутинативни језик, попут осталих дравидских језика. Суфикси могу творити нове речи, или означавати број, време, расположење итд.

## Пример текста
Члан 1 Универзалне декларације о људским правима
```
மனிதப் பிறவியினர் சகலரும் சுதந்திரமாகவே 
பிறக்கின்றனர்; அவர்கள் மதிப்பிலும் உரிமைகளிலும் 
சமமானவர்கள். அவர்கள் நியாயத்தையும் 
மனசாட்சியையும் இயற்பண்பாகப் பெற்றவர்கள். 
அவர்கள் ஒருவருடனொருவர் சகோதர உணர்வுப் 
பாங்கில் நடந்துகொள்ளல் வேண்டும்.

```

```
Превод: Сва људска бића се рађају слободна и 
једнака по достојанству и правима. 
Обдарена су разумом и савешћу, и треба да се односе једна према другима у духу братства. 

```